# احتياطي الذهب
احتياطي الذهب هي كمية الذهب التي تحتفظ بها البنوك المركزية الوطنية، ويُستخدم بشكل أساسي كضمان للوفاء بالالتزامات المالية، سواء تجاه المودعين أو حاملي الأوراق النقدية (مثل العملات الورقية)، أو الشركاء التجاريين، خصوصًا خلال فترة تطبيق قاعدة الذهب. كما يُعتبر وسيلة لتخزين القيمة ودعم العملة الوطنية.
وفقًا لمجلس الذهب العالمي، بلغ إجمالي الذهب الذي تم استخراجه منذ بدء التعدين حوالي 190,040 طنًا متريًا حتى عام 2019. ومع ذلك، تُشير تقديرات أخرى مستقلة إلى إمكانية وجود فرق يصل إلى 20% في هذا الرقم. وبناءً على سعر 1,250 دولارًا أمريكيًا للأونصة (ما يعادل حوالي 40 دولارًا للغرام) في 16 أغسطس 2017، تصل قيمة الطن المتري الواحد من الذهب إلى نحو 40.2 مليون دولار أمريكي. وبالاعتماد على تقديرات مجلس الذهب العالمي لعام 2017، فإن إجمالي قيمة الذهب المُستخرج تجاوز 7.5 تريليون دولار أمريكي وفقًا لذلك السعر.

## الاحتياطيات الرسمية المعلنة
يجمع صندوق النقد الدولي بانتظام إحصاءات عن الأصول الوطنية كما تُقدّمها الدول المختلفة. وتُستخدم هذه البيانات من قبل مجلس الذهب العالمي لتصنيف الدول وإصدار تقارير دورية حول احتياطاتها من الذهب.
في 17 يوليو 2015، أعلنت الصين عن زيادة احتياطاتها من الذهب بنسبة 57%، حيث ارتفعت من 1,054 طنًا إلى 1,658 طنًا، مُعلنةً عن هذه الأرقام لأول مرة منذ ست سنوات.
في يوليو 2015، أفاد البنك المركزي الفيتنامي أن احتياطيات الذهب بلغت 10 أطنان. ومع ذلك، لم تُدرج في التصنيفات الرسمية بسبب عدم وجود بيانات منشورة حاليًا.
في عام 2019، رفع صندوق النفط الحكومي لجمهورية أذربيجان (SOFAZ) الحد الأقصى لتخصيص الذهب في محفظته الاستثمارية من 5% إلى 10% كجزء من استراتيجيته للتنويع [9]. على الرغم من ذلك، لا يحتفظ البنك المركزي الأذربيجاني بأي كميات من الذهب.
تجدر الإشارة إلى أن الذهب المدرج في التقارير لكل دولة قد لا يكون مخزنًا فعليًا داخل أراضيها، حيث إن البنوك المركزية غالبًا لا تُجري عمليات تدقيق مستقلة لاحتياطاتها. إضافةً إلى ذلك، قد تؤدي عمليات إقراض الذهب من قبل البنوك المركزية إلى التشكيك في دقة الاحتياطيات المعلنة في الجداول الرسمية.
| الترتيب | الدولة                        | احتياطيات الذهب (بالطن المتري) | حصة الذهب من احتياطيات النقد الأجنبي |
| ------- | ----------------------------- | ------------------------------ | ------------------------------------ |
| 1       | الولايات المتحدة              | 8,133.5                        | 72.4%                                |
| 2       | ألمانيا                       | 3,351.5                        | 71.5%                                |
| —       | صندوق النقد الدولي            | 2,814.0                        | —                                    |
| 3       | إيطاليا                       | 2,451.8                        | 68.3%                                |
| 4       | فرنسا                         | 2,436.8                        | 69.9%                                |
| 5       | روسيا                         | 2,332.74                       | 29.5%                                |
| 6       | الصين                         | 2,264.3                        | 4.9%                                 |
| 7       | سويسرا                        | 1,040.0                        | 8.0%                                 |
| 8       | الهند                         | 853.63                         | 9.32%                                |
| 9       | اليابان                       | 845.9                          | 5.1%                                 |
| 10      | هولندا                        | 612.4                          | 61.6%                                |
| 11      | تركيا                         | 584.9                          | 100%                                 |
| —       | البنك المركزي الأوروبي        | 506.5                          | 33.9%                                |
| 12      | بولندا                        | 448.2                          | 16.86%                               |
| 13      | تايوان                        | 422.4                          | 4.7%                                 |
| 14      | البرتغال                      | 382.6                          | 74.0%                                |
| 15      | أوزبكستان                     | 365.1                          | 75.2%                                |
| 16      | العراق                        | 355.4                          | 12.5%                                |
| 17      | السعودية                      | 323.1                          | 4.7%                                 |
| 18      | المملكة المتحدة               | 310.2                          | 13.4%                                |
| 19      | كازاخستان                     | 298.8                          | 56.0%                                |
| 20      | لبنان                         | 286.8                          | 54.5%                                |
| 21      | إسبانيا                       | 281.6                          | 20.1%                                |
| 22      | النمسا                        | 279.9                          | 63.2%                                |
| 23      | تايلاند                       | 234.5                          | 7.8%                                 |
| 24      | سنغافورة                      | 228.8                          | 4.4%                                 |
| 25      | بلجيكا                        | 227.4                          | 39.9%                                |
| 26      | الجزائر                       | 173.6                          | 15.1%                                |
| 27      | فنزويلا                       | 161.2                          | 83.0%                                |
| 28      | الفلبين                       | 159.1                          | 10.2%                                |
| 29      | ليبيا                         | 146.7                          | 11.2%                                |
| 30      | البرازيل                      | 129.6                          | 2.7%                                 |
| 31      | مصر                           | 126.5                          | 21.4%                                |
| 32      | السويد                        | 125.7                          | 15.2%                                |
| 33      | جنوب إفريقيا                  | 125.4                          | 15.1%                                |
| 34      | المكسيك                       | 120.1                          | 3.9%                                 |
| 35      | اليونان                       | 114.4                          | 60.3%                                |
| 36      | المجر                         | 110.0                          | 14.3%                                |
| 37      | قطر                           | 106.4                          | 15.1%                                |
| 38      | كوريا الجنوبية                | 104.4                          | 1.7%                                 |
| 39      | رومانيا                       | 103.6                          | 10.1%                                |
| —       | بنك التسويات الدولية          | 102.0                          | —                                    |
| 40      | أستراليا                      | 79.8                           | 10.1%                                |
| 41      | الكويت                        | 79.0                           | 10.0%                                |
| 42      | إندونيسيا                     | 78.6                           | 3.6%                                 |
| 43      | الإمارات العربية المتحدة      | 74.5                           | 2.6%                                 |
| 44      | الأردن                        | 70.0                           | 26.6%                                |
| 45      | الدنمارك                      | 66.5                           | 4.1%                                 |
| 46      | باكستان                       | 64.7                           | 31.3%                                |
| 47      | الأرجنتين                     | 61.7                           | 15.9%                                |
| 48      | بيلاروسيا                     | 54.0                           | 48.4%                                |
| 49      | فنلندا                        | 49.0                           | 21.0%                                |
| 50      | صربيا                         | 48                             | 13%                                  |
| —       | بقية العالم                   | 35,938.6                       | 15.2%                                |
| —       | Euro Area (including the ECB) | 10,771.5                       | 56.4%                                |

## غرض احتياطي الذهب الوطني
كان غرض احتياطي الذهب الوطني لكل بلد في الماضي بغرض تغطية العملة الورقية عن طريق معادلتها بمقياس أساسي من الذهب، الذي هو عنصر ثمين بسبب قلته ولمعانه ونظافته، فهو لا يصدأ ويصعب إذابته في الأحماض. وبعد أحداث تاريخية كانت للحروب فيها عامل أساسي أصبح الذهب عبارة عن مخزون وطني كتأمين لأوقات الأزمات ولمنع قفزات وهبوط لــلدولار الأمريكي. كما كان احتياطي ذهب كبير في بلد ما يمثل ركيزة استقلال على المستوى الدولي، حيث أن الذهب يمكن أن يستخدم في جميع الأوقات والأزمات كعملة للتداول - أي للبيع والشراء وعلى الأخص على المستوي الدولي مثل شراء القمح مثلا من السوق العالمي لاستيراد قوت الشعب.
ولكن بعد زيادة ديون حكومات بلدان كثيرة مثل الولايات المتحدة الأمريكية وألمانيا وفرنسا وغيرها من الدول العظمى عملت البنوك المركزية على خفض أرصدتها من الذهب لتغطية ديون الحكومة. فانخفض جزء احتياطي الذهب العالمي المستندة إليه العملات الورقية خلال الثلاثة عقود الماضية عن طريق البيع، وانخفض اعتماد العملات الورقية عليه من 60% في عام 1980 إلى 10% في عام 2006 - هذا في الوقت الذي ساد فيه الدولار الأمريكي السوق الدولية. أصرت الولايات المتحدة على أن يكون الدولار الأمريكي هو العملة الوحيدة لتصدير وشراء النفط، صرفا عن العملات الأخرى، مما سند قيمة الدولار الأمريكي - من هنا جاء تعبير بترودولار. في الآونة الأخيرة أصبح للذهب أهمية كبيرة حيث ارتفع سعره. كان اتفاق الأمريكي مع دول الأوبك المصدرة للبترول قبل حرب عام 1973 مباشرة، حيث عرفت أمريكا أن سعر البترول سيرتفع بعد المقاطعة العربية ارتفاعا كبيرا. وحتى الآن لا تزال جميع الدول تدفع ثمن وارداتها من البترول بالبترودولار، مما عزز وضع الدولار الأمريكي وبالتالي السيطرة الأمريكية على دول العالم.

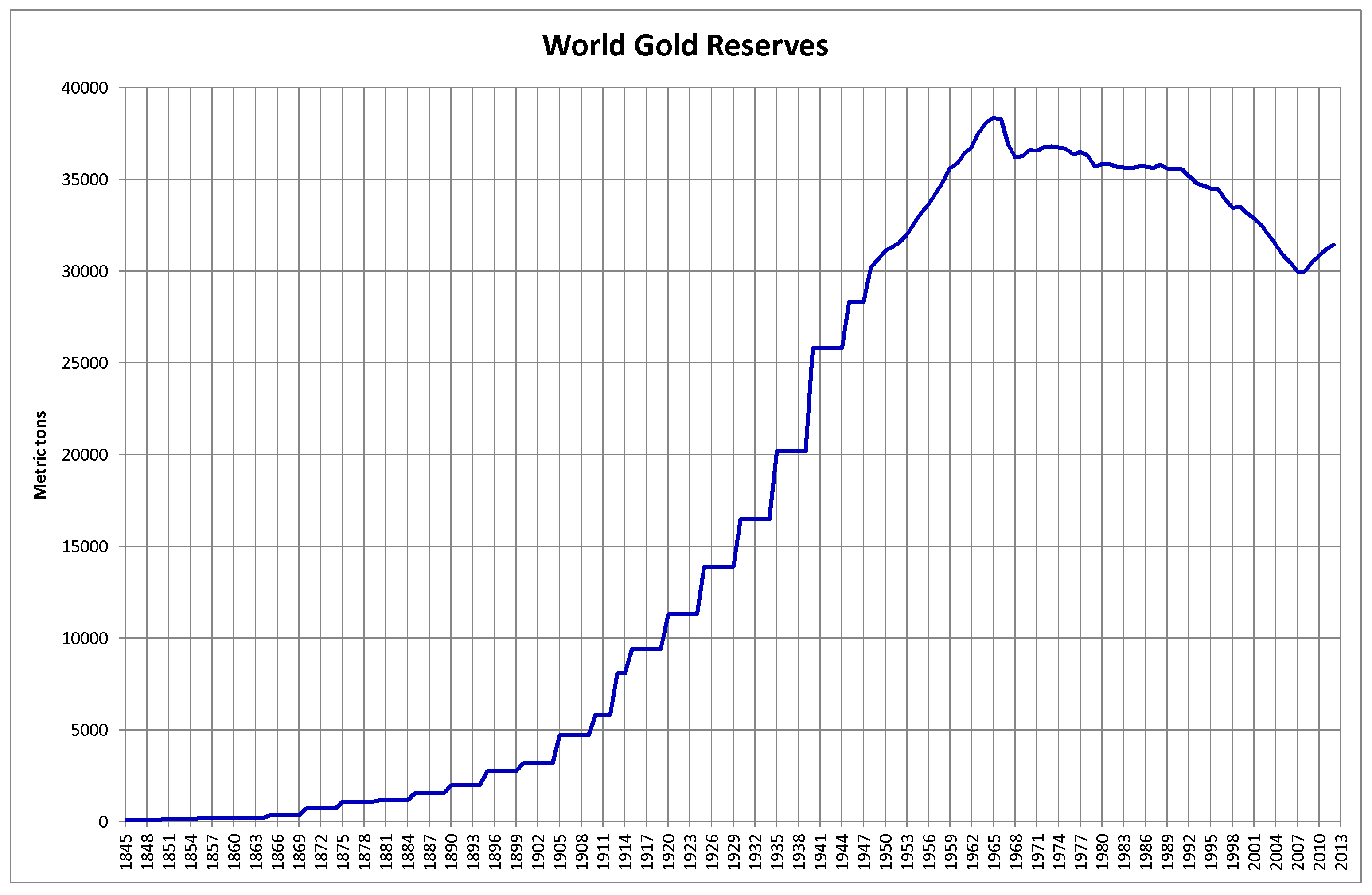
احطياطي الذهب العالمي بين 1845 و 2013 بالطن المتري في الولايات المتحدة الأمريكية.

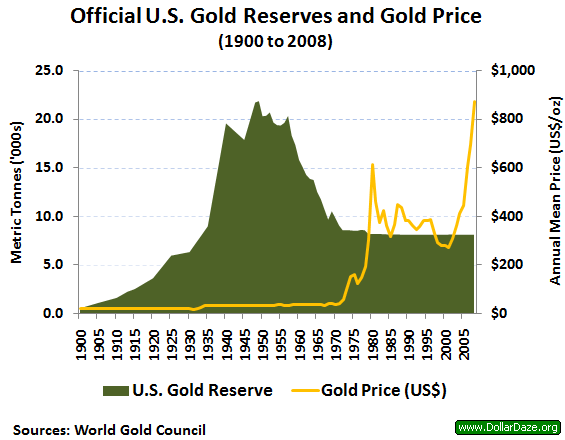
احطياطي الذهب الرسمي وتغير سعر الأوقية من الذهب (أصفر) في الولايات المتحدة منذ عام 1900

واتفقت البلاد ذات أكبر احطياتي ذهب على عدم عرض الذهب في السوق العالمي إلا بقدر متفق عليه بينهم - وهذا يعمل على استقرار سعر الذهب. ذلك لأن عرض كميات كبيرة في السوق يخفض سعر الذهب كثيرا.
في 26 سبتمبر 1999 أقرت 15 من البنوك المركزية الأوروبية والبنك المركزي الأمريكي في واشنطن ما يسمى اتفاق البنك المركزي للذهب Central Bank Gold Agreement ، وطبقا للاتفاق تتحدد كمية الذهب التي تباع لمدة 5 سنوات في يوم 27 سبتمبر. وكان القرار الأول (CBGA) I (1999–2004) ببيع 400 طن كحد اٌقصى. وخلال الفترة التالية CBGA II (2004–2009) تحددت الكمية المباعة
سنويا بـ 500 طن ذهب على الأكثر.
وفي الفترة الثالثة CBGA III (2009–2014) رأي الاتفاق بيع 400 طن ذهب على الأكثر سنويا. في هذا الاتفاق احتفظت ألمانيا بحق بيع جزء من الذهب.

## احتياطي الذهب في الحروب
احتياطي الذهب مهم للسياسية والجيش. فلا يمكن الضلوع في حرب من دون خزينة للحرب. كما أن الضلوع في حرب يمكن أن يكون بغرض الاستيلاء على الاحتياطي الذهبي للبلد المعتدى عليها.
في عام 1865 كونت البلاد الأوروبية فرنسا وبلجيكا وإيطاليا وسويسرا واليونان اتحاد العملات؛ وظل هذا الاتحاد ساريا المفعول من 23 ديسمبر 1865 حتى عام 1914 افتراضيا، واستمر رسميا حتى 31 ديسمبر 1926.
في هذا الاتحاد للعملات اتفقت الدول المتفقة على تحديد سعر الذهب بالنسبة للفضة؛ على أن تكون قطعة 5 فرنك (مساوية 45 غرام فضة) تعادل قيمة قطعة 10 فرنك ذهب (= 2,9032 غرام ذهب), أي بنسبة 15,5:1. وكانت قطعة 5 مارك فضة فقط تعتبر كعملة معترف بها بين دول الاتفاق إلى جانب العملات الذهبية.
بعد حرب ألمانيا وفرنسا 1871/1870 فرضت ألمانيا على فرنسا دفع تعويض خسارة حرب قدره 5 مليارات فرنك فرنسي. بهذا حصلت ألمانيا من فرنسا كمية كبيرة من الذهب والفضة في هيئة عملات فرنسية. وكانت تلك الثروة سبب في انتعاش ألماني خلال فترة التأسيسات الخدمية والصناعية الكبيرة، مثل إنشاء مصلحات البريد في ارجاء البلاد، وبناء المدارس والكنائس في منطقة البفالس (بلاتينات) ومنطقة ألزاس.
وتسبب ذلك في تعطيل التقدم في فرنسا وعانى الشعب الفرنسي من دفع تلك التعويضات. في نفس الوقت انتعشت الحياة الاقتصادية في ألمانيا حتى أصبحت أكبر منتج في أوروبا.
وقد خزنت جزءا بمبلغ 120 مليون فرنك فرنسي كثروة وطنية في «برج يوليوس» بقلعة شبانداو وقامت ألمانيا برده إلى فرنسا بعد نهاية الحرب العالمية الأولى.
وبعد انضمام النمسا إلى ألمانيا في مارس 1938 قرر النظام السياسي في ألمانيا نقل الاحتياطي النمساوي إلى ألمانيا مما أنعش اقتصادها وانهى الحالة المتأزمة في ألمانيا خلال الثلاثينيات من القرن الماضي. بذلك دخل أكثر من 7و2 مليارات شيلن من الذهب في الخزية الألمانية وأصبحت تحت سيادة النظام الألماني.
في أكتوبر عام 1939 بعد بدء الحرب العالمية الثانية بفترة قصيرة عقدت جلسة سرية في أركان حرب الجيش البريطاني وكانت تتعلق «بوسائل يجب اتخاذها في حالة هجوم ألمانيا على هولندا وبلجيكا» تتعلق بما فيهما من احتياطي ذهب.
وتقرر "أن تتخذ الخزانة البريطانية بنك إنجلترا ووزارة الخارجية قرارات بالنسبة إلى احتياطي الذهب ومستندات هامة أخرى وتخفيها في مكان آمن. وكان نقل مئات الأطنان من الذهب أمرا عسيرا، وتبين أنه حتى عملية الشحن سوف تستغرق وقتا طويلا. ورؤا أن الحل الأمثل هو نقل الذهب إلى خارج البلاد، إلى الولايات المتحدة الأمريكية. [...] احتياتي الذهب لهولندا وبلجيكا بلغ نحو 70 مليون وبالتالي 110 مليون جنية إسترليني؛ تبلغ الكتلة الكلية لها نحو 1800 طن. تفريغها ونقلها يحتاج لمجهود كبير. ولهذا نرى أن يبقى الذهب في هولندا وبلجيكا على الرغم من أن المكانين بروكسل ولاهاي لا يسمحان بالنقل بسرعة كبيرة أثناء حالة طارئة. “
وأخرجت الحكومة البلجيكية احتياطها من الذهب خارج البلاد من دون علم الملك. وكان الهدف أن ينقل الذهب إلى إنجلترا أو الولايات المتحدة. وكانت الخطة أن ينقل الذهب من سواحل إيطاليا، ولكن بسبب صعوبات اتجهت السفينة الحاملة للذهب إلى داكار.. بعد بدء الهجوم الألماني في اتجاه الغرب في عام 1940 طلبت وزارة الخارجية الألمانية من داكار تسليم الذهب. وبدأت عملية عويصة لنقل الذهب عبر أفريقيا إلى البحر الأبيض المتوسط، ثم استطاعت السلطات الفرنسية استقبال 41 طن من الذهب البلجيكي في مرسيليا في عام 1941  وقاموا بتسليمها إلى السلطات الألمانية. وعن طريق المناورة السياسية وصل الذهب إلى ألمانيا في 9 أكتوبر 1942 . وقامت ألمانيا بصهر الذهب وخزنته في سويسرا.
وفي هجوم ألمانيا على الدنمارك والنرويج في 9 أبريل عام 1940 توجه الهجوم إلى أوسلو عن طريق قوات مظلات ألمانية. ولكن بسبب وجود الضباب حدث تأخير في الهجوم مما سمح للعائلة الملكية النرويجية الهروب وتهريب احتياطي الذهب.

## بعد عام 1945
بين عامي 1945 وعام 1971 ساد نظام أجتماع عقد في أمريكا بين دول العالم الغربي وهو نظام بريتون وودز. وهو ينظم معادلة العملات الورقية للدول ومن ضمنها الولايات المتحدة الأمريكية وبريطانيا العظمى وألمانيا بالذهب. وفي نظام بريتون وودز يلعب الذهب دورا هاما.
 في «بريتون - وودز» حل الدولار الأمريكي محل الجنيه الإسترليني كمرجع لعملات الدول، وانتهى عصر بريطانيا كدولة عظمى.

### فرنسا
كانت سياسة الجنرال ديجول كرئيس للجمهورية الفرنسية تلتفت إلى اقتراحات الخبير الاقتصادي الفرنسي جاك رويف (1896 - 1978) بشأن ان تكون العملة الورقية تعتمد على الذهب.
 في فبراير 1965 أشار الجنرال ديجول آلى استبدال عملات الولايات المتحدة في إطار «نظام بريتون - وودز» بالذهب. وزادت فرنسا رصيدها الذهبي حتى وصل إلى 86% (نسبة مساواة العملة الورقية إلى الذهب) حتى صيف عام 1966.
ومختلفا عن البلاد الأخرى التي استبدلت الدولار الأمريكي عن الذهب، وخزنت احتياطها الذهبي في أمريكا فلم تُبقي فرنسا احتياطها من الذهب في خزانة بنك الاحتياطي الفدرالي بنيويورك، طلبت نقلها إلى فرنسا.  ولكن أمريكا رفضت، ولم يصل جنرال ديجول إلى غرضه.

### ألمانيا
بعد الحرب العالمية الثانية كونت ألمانيا رصيدا من الذهب ابتداءا من عام 1951  ووصل احتياطيها من الذهب نحو 4000 طن في عام 1966.
.
وفي 31 ديسمبر 2011 وصل المخزون 3.396 طن، وهو ما يعادل نحو 9مليارات و132 مليون يورو (سعر عام 2012). وشكل 69% من احتياطي الذهب الألماني في هيئة قوالب، كل منها 5و12 كيلوغرام. وهي في معظمها موجودة في الولايات المتحدة الأمريكية.

## مقتنيات الذهب في العالم
| Location                 | مقتنيات الذهب (طن) | النسبة من المجموع مقتنيات الذهب |
| ------------------------ | ------------------ | ------------------------------- |
| المجموع                  | 171,300            | 100%                            |
| مصاغات                   | 84,300             | 49.2%                           |
| استثمارات (قوالب, عملات) | 33,000             | 19.26%                          |
| البنوك المركزية          | 29,500             | 17.2%                           |
| الصناعة                  | 20,800             | 12.14%                          |
| كميات غير معروف أصحابها  | 3,700              | 2.2%                            |